# Zodiak Kids Studios
Banijay Kids & Family foi uma companhia francesa que atua na produção ou distribuição de séries de animação e documentários. Ela foi fundada em 1999, e hoje faz parte da Banijay. 

## Obras

### Animação
- The Mozart Band - 1995, co-produzido com a BRB International
- Kassai and Leuk (Samba et Leuk le lièvre) - 1997
- The Secret World of Santa Claus (Le Monde secret du Père Noël) - 1997
- Mythic Warriors: Guardian of the Legend - 1998
- Marsupilami - 2000
- Três Espiãs Demais (Totally Spies) - 2001
- Martin Mystery (Martin Mystère) - 2003
- LazyTown - Dublagem francesa feita em 2005
- Team Galaxy - 2006
- Logo Story - 2006
- Os Cinco: Sobre o Caso (Le Club des Cinq : Nouvelles Enquêtes) - 2008
- Monster Buster Club - 2008
- Os Incríveis Espiões (SpieZ! Nouvelle Génération) - 2009
- Gormiti - 2009
- Redakai: Domínio do Kairu - 2011
- Rekkit Rabbit (2011)
- LoliRock - 2013 [2]
- Get Blake! - 2015

#### Anos desconhecidos
- Enigma
- Mission: Oddysey
- The Selfish - Co-produzido com a France 3
- Walter

## Séries
- 15/Love (15/A) - 2004

## Documentários
- Born Wild - Ano desconhecido
- Born World - Ano desconhecido